# Proletarische Protestmännlichkeit
Proletarische Protestmännlichkeit ist eine Klassifizierung, die sich auf die Kategorie des männlichen Protests in der Individualpsychologie nach Alfred Adler bezieht. Vor allem der marxistische Politiker Otto Rühle untersuchte in den ersten Jahrzehnten des 20. Jahrhunderts die Psyche von Arbeiterkindern und glaubte einen Minderwertigkeitskomplex festzustellen, dessen Auswirkung er mit den Begriffen Adlers beschrieb. Demnach bildete sich bei Arbeiterkindern eine gegen die herrschenden Verhältnisse gerichtete, aber unorganisierte Auflehnungshaltung.